# La llengua dels valencians
La llengua dels valencians és una obra del filòleg valencià Manuel Sanchis Guarner sobre la història i el paper social de la llengua catalana en el País Valencià. N'hi ha tres versions successivament revisades i ampliades: la de 1933, dins els Quaderns d'Orientació Valencianista de la Col·lecció L'Estel; la de 1960, sufragada per Joan Fuster i Ortells; i la definitiva, de 1967, publicada per l'editorial Lavínia en la col·lecció Garbí, i represa per 3 i 4 a partir de 1972.
En la primera edició, de 1933, el llibre és una espècie d'introducció al coneixement del que és el valencià, quina ha estat la seua història i quines són les obligacions morals dels valencians envers el que és el signe més característic de la seua personalitat, tot desmuntant els tòpics negatius sobre la llengua per aclarir-ne l'origen i la filiació. Des del punt de vista filològic és una obra molt important, perquè és el primer llibre científic sobre el valencià fet des dels criteris de la filologia romànica, amb molta erudició, moltes dades documentals, i que va posar les bases per a estudis posteriors.
L'obra va ser encomanada a Sanchis Guarner per Adolf Pizcueta, director de la Col·lecció L'Estel. Pizcueta li va demanar la redacció d'un llibre que tractés sobre aspectes bàsics, però essencials, sobre la llengua dels valencians des del punt de vista més objectiu possible. Sanchis Guarner va intentar mantindre una posició eclèctica; des del mateix títol, hi presentava una certa ambigüitat sobre diversos aspectes de la llengua com eren el nom, l'origen o les relacions amb les altres varietats de la llengua catalana. Per exemple, el capítol sobre "La geografia de la llengua" arrencava així: "Si acceptem la unitat de la nostra parla valenciana amb les de Catalunya i Mallorca, tenim una comunitat idiomàtica coneguda internacionalment amb la denominació de llengua catalana" (p. [27]). Emperò, la resta del capítol parlava amb tota normalitat del conjunt de la llengua catalana, dialectologia inclosa, sense oblidar la inclusió del valencià en el català occidental (p. 31). En referir-se a la història de la llengua, l'autor es decantava per la veritat científica, però presentava la "hipòtesi" mossarabista sense desacreditar-la obertament. En este sentit, el títol de l'obra és bastant simptomàtic dels esforços de Sanchis Guarner per tal de mantenir-se en esta posició, i al llarg de tot el llibre sempre utilitza l'expressió valencià o llengua valenciana per referir-se a la variant parlada al País Valencià. Segurament, darrere d'este plantejament hi ha l'esperit de consens que havia permés arribar a l'acord ortogràfic de Castelló uns mesos abans i la necessitat existent de difondre esta doctrina ortogràfica. Dit altrament: per damunt de tot, hi havia una extrema prudència de Sanchis Guarner, força conscient de la catalanitat indiscutible del valencià, però també de la desorientació massiva existent entre els parlants en aquell període, com escriurà el 1960 en la introducció de la segona versió: "Havent-hi ara un públic valencià lector més estructurat i disciplinat, he trobat improcedent de silenciar la meua opinió i no comentar les d'altri, com vam creure llavors els editors i jo, i alguns crítics em van retreure justificadament en llurs recensions" (p. 7).
La segona versió, de 1960, publicada sense peu d'impremta i que, com sabem per la introducció a la tercera versió (1967), fou sufragada per Joan Fuster mercès a uns diners extra, fou, en efecte, "una refosa total del text primitiu, condensada i ampliada ensems, en què sovint he canviat de to, el qual encara és polèmic, però és més concret i preceptiu" (p. 7). Així, s'hi especifica (p. 17), ja sense relativitzacions, que "[e]l valencià és una variant regional de la llengua que, a més de la major part del nostre Regne de València, es parla al Principat de Catalunya, a les Illes Balears, a quasi tot el Departament dels Pirineus Orientals, a les Valls d'Andorra, al marge oriental de l'Aragó i a la ciutat de l'Alguer de l'illa de Sardenya"; que "[l]a denominació científica amb què és coneguda internacionalment és la de llengua catalana"; i que "la reticència dels valencians és a adoptar el nom de catalana per a la llengua llur, però no a acceptar la unitat lingüística de València, Catalunya i Mallorca, comunitat d'idioma evident que cap valencià no ha negat mai". Un dels capítols es titula "Fracàs de l'intent secessionista". En conjunt, la segona versió del llibre guanya en solidesa, equilibri i amplitud: es manté la crida apologètica a la lleialtat lingüística, però les tres quartes parts del text ja són de contingut estrictament científic.
La tercera versió, definitiva, de 1967 (Lavínia, col·lecció Garbí, 1-2), partia del text de la segona, però revisat i ampliat, sobretot en la secció històrica. És el text que, reprès per Tres i Quatre el 1972 (4a ed.), continua reimprimint-se. En la fixació definitiva, este llibre de Sanchis Guarner, de plena vigència hui, constituïx un dels manuals clàssics d'introducció general a la llengua catalana (caracterització, domini, dialectologia, història), amb especial èmfasi en l'òptica valenciana.
Probablement fou sota l'exemple de Sanchis Guarner que Josep Salord escrigué La llengua dels menorquins (1963) i Josep Massot i Muntaner Els mallorquins i la llengua autòctona (1972).